# Librea (zoología)

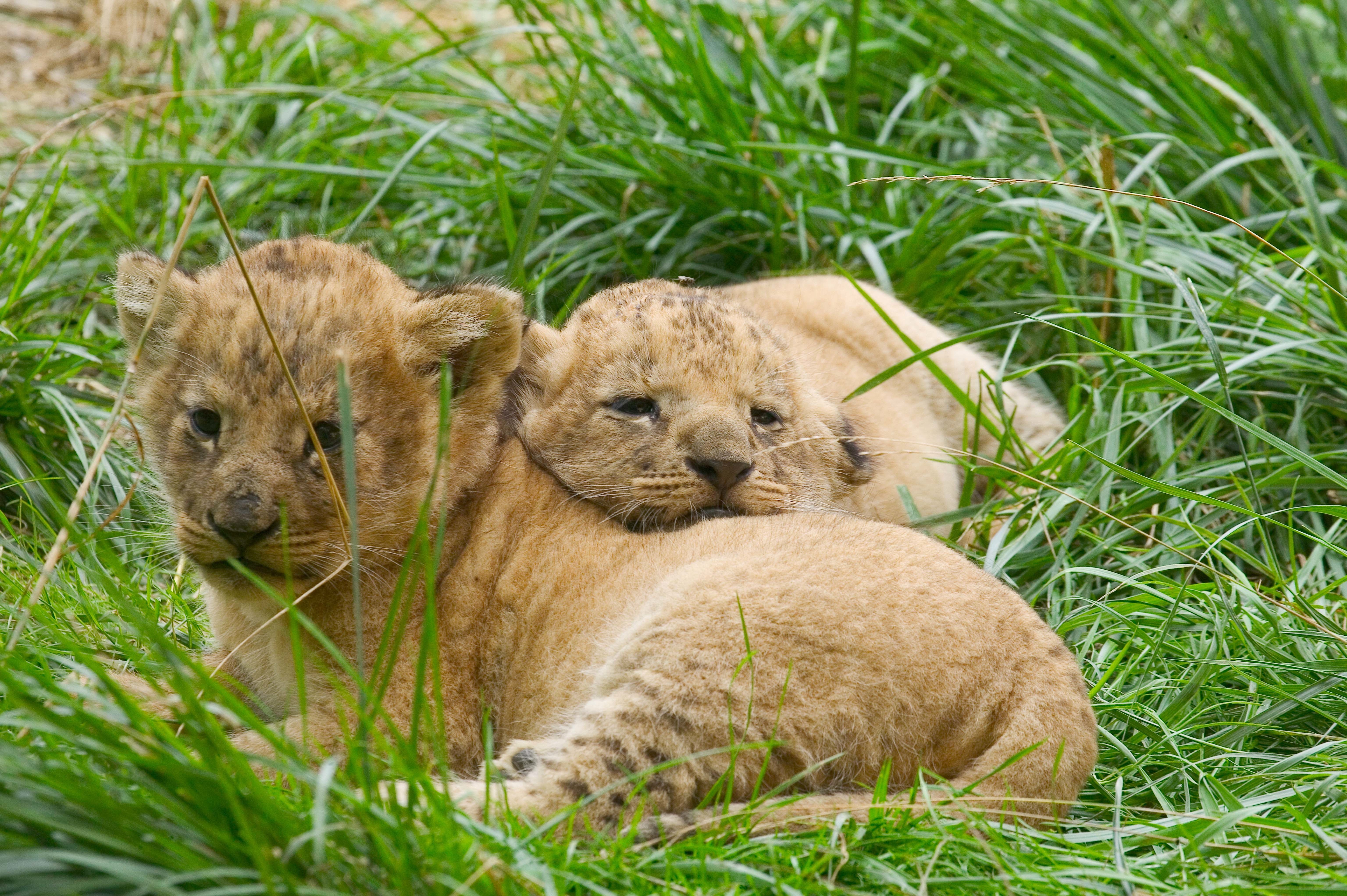
Librea en dos leones jóvenes

Con el nombre de librea se designa regularmente el pelaje del primer año de algunos rumiantes, el de los leones jóvenes y otros; la librea en los rumiantes consiste en lunares o fajas dispuestas irregularmente de un color diverso del fondo y por lo común más claro; en los leoncillos, por el contrario, son bandas trasversales y negruzcas colocadas en los costados y que nacen de una línea dorsal del mismo color. 
Los colores de un animalillo de librea recuerdan los que de un modo permanente se hallan en otras especies del mismo género, de los que en vez de decir que no tienen libreas cuando pequeños debería decirse que la conservan toda la vida, y en apoyo de esta opinión pudiera darse el ejemplo del axis que tiene siempre manchas blancas semejantes a las que se ven en la mayor parte de los cervatillos que son del mismo orden, y entre los felinos, la pantera recuerda la libra de los leoncillos.
También suele darse el nombre de librea por extensión a la disposición de los colores en los animales adultos.